# José Manuel Pardo de Santayana
José Manuel Pardo de Santayana Suárez (Santander, 31 de octubre de 1913 - Madrid, 29 de marzo de 1997), también conocido como José Manuel Pardo Suárez, fue un político español. Gobernador civil de varias provincias durante la dictadura franquista, fue un destacado falangista.

## Trayectoria
Pardo de Santayana era ingeniero agrónomo. En 1941 era consejero nacional del Sindicato Español Universitario (SEU), en representación del distrito universitario de Valladolid. En 1943 fue designado Gobernador civil de Lérida y en junio de 1945 pasó a ejercer el mismo cargo en las Islas Baleares, cargo que ocupó hasta el 1 de junio de 1951, cuando pasó al Gobierno Civil de La Coruña. El 8 de noviembre de 1953 fue nombrado Gobernador civil de Zaragoza y jefe provincial de Falange. De Madrid lo fue desde el 10 de abril de 1965 hasta el 14 de noviembre de 1969, bajo el mandato del ministro de la Gobernación Camilo Alonso Vega. También en Madrid ejerció el cargo de jefe provincial de la Falange. Cesó tras una crisis ministerial, bajo el mandato del nuevo ministro de la Gobernación Tomás Garicano Goñi.
Fue un gobernador civil muy expeditivo y autoritario. Colaboró con la reconstrucción y reorganización de la Universidad Luliana. En mayo de 1948, en una nota enviada a la Secretaría General del Movimiento, se le acusaba de corrupción en los abastos, en relación con cobros por la tolerancia en el juego, e irregularidades económicas en el Club Náutico de Palma.